# جوك سيمبسون
جوك سيمبسون (بالإنجليزية: Jock Simpson)‏ (25 ديسمبر 1886 - 4 يناير 1959 في المملكة المتحدة) هو لاعب كرة قدم بريطاني (وحمل سابقاً جنسية المملكة المتحدة لبريطانيا العظمى وأيرلندا) في مركز جناح ‏. شارك مع منتخب إنجلترا لكرة القدم. أما مع النوادي، فقد لعب مع بلاكبيرن روفرز ونادي فالكيرك.

## وصلات خارجية
- جوك سيمبسون على موقع ناشيونال فوتبول تيمز (الإنجليزية)